# Ardclach Bell Tower

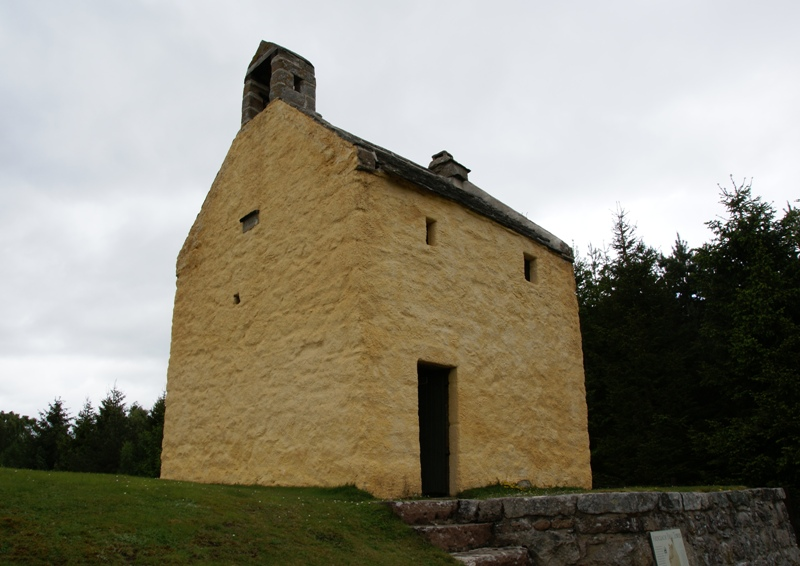
Ardclach Bell Tower.

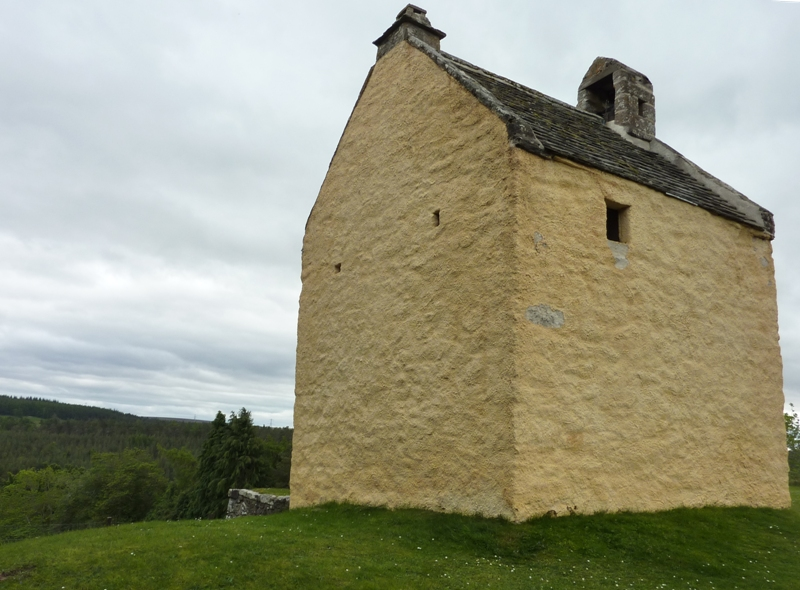
Ardclach Bell Tower gezien uit het noordwesten.

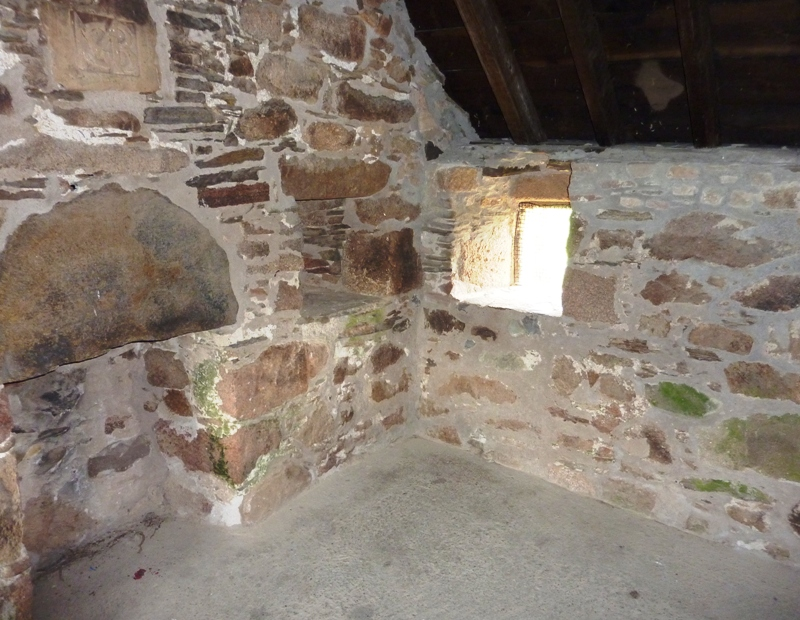
Interieur van de kamer op de eerste verdieping.

De Ardclach Bell Tower is een zeventiende-eeuwse toren, die op een gegeven moment is vermaakt tot klokkentoren. De toren is gelegen in Ardclach, 14,4 kilometer ten zuidoosten van Nairn, in de Schotse regio Highland.

## Geschiedenis
De Ardclach Bell Tower werd gebouwd in 1655 in het gebied, dat eigendom was van Alexander Brodie van Lethen. Het is ook geopperd dat de toren in 1655 werd omgebouwd tot klokkentoren en dus een vroegere bouwdatum heeft.
Oorspronkelijk was de toren niet bedoeld als klokkentoren. Pas in een later stadium is deze wijziging aangebracht. De toren diende als klokkentoren voor de in de vallei gelegen parochiekerk van Ardclach. Die kerk werd in 1832 herbouwd, maar is in de 21e eeuw niet meer in gebruik.
De toren diende eveneens als uitkijktoren en gevangenis.
Brodie was een Covenanter en zijn landerijen werden verscheidene malen door regeringstroepen geplunderd. De Convenanters werden uiteindelijk verslagen in de Slag van Auldearn op 9 mei 1645 door een regeringsleger onder leiding van de graaf van Montrose.

## Bouw
De Ardclach Bell Tower beslaat een oppervlakte van 4,3 x 4,3 meter. De toren bestaat uit twee verdiepingen. De onderste verdieping zou als gevangenis in gebruik kunnen zijn geweest. Er bevindt zich een toegang in de oostelijke muur en er zijn geen ramen. Een stenen trap leidt naar de volgende verdieping, die wellicht als wachtkamer in gebruik zou kunnen zijn geweest. In de oost- en westmuur bevinden zich kleine ramen. In de noordelijke muur bevindt zich een haard, aan beide zijden geflankeerd door een vierkant schietgat. Een steen boven de haard heeft de initialen 'MGB', vermoedelijk de initialen van de tweede vrouw van Brodie genaamd Margaret Grant Brodie. In de zuidelijke muur bevindt zich een enkel schietgat.
Erboven bevindt zich een kleine klokkentoren.
Aan de buitenzijde bevindt zich in de zuidelijke muur een steen met het jaartal 1655.

## Beheer
De Ardclach Bell Tower wordt beheerd door Historic Scotland.